# Mark'Oh
Mark'Oh, pseudonimo di Marko Albrecht (Dorsten, 23 giugno 1970), è un disc jockey, musicista e produttore discografico tedesco, conosciuto soprattutto per la hit Tears Don't Lie.

## Discografia
Album
- 1995 - Never Stop That Feeling
- 1996 - Magic Power
- 1999 - Rebirth
- 2001 - The Best of Mark'Oh - Never Stopped Livin' That Feeling
- 2003 - Mark'Oh
- 2004 - More Than Words
- 2009 - The Past, the Present, the Future
- 2009 - United - The Essential Mark'Oh